# CI/SfB
Systém CI/SfB je široce užívaný třídník pro stavebnictví ze 70. let 20. století, používaný pro přehled v materiálech a pracích při projektování, schvalování, sjednávání a realizaci staveb.
Třídění položek systému CI/SfB umožňuje logické uspořádání a vyhledávání položek stavebního rozpočtu především podle jejich funkční charakteristiky, konstrukce, tvaru a rozhodujícího materiálu.
Tento mezinárodně uznávaný a používaný systém (např. Velká Británie, Francie, Německo, skandinávské země, v Česku např. Nadace pro rozvoj architektury a stavitelství ABF) poskytuje dokonalé prostředky pro koordinaci a komunikaci ve stavebnictví a vyčerpávajícím způsobem zatřiďuje stavby, stavební objekty, provozní soubory, konstrukční díly, stavební práce i materiály. Pro tyto účely byla doposud u nás používána soustava bývalých jednotných klasifikací (JKSO, TSKP, JKPOV, JKV atd.), které jsou z mnoha důvodů již nevyhovující.
Pro potřeby zatřídění položek je ze systému SfB využita trojice nezávislých třídicích tabulek. Pomocí nich je každá stavební práce, materiál nebo i agregovaná položka snadno zařazena podle:
- Konstrukce
- Tvaru
- Materiálu

Čtvrtou část třídicího kódu tvoří individuální kód, představující vzestupné číselné rozlišení výrobků či prací, které mají všechna tři systematická třídicí kritéria shodná.

## Příklady zatřídění stavebního materiálu
Celé třídící číslo položky
443 N f2 - 0101 Taška alpská Bramac základní 1/1, spotřeba 10 ks/m2
Konstrukce
4  – povrchové úpravy
44  – krytiny střešních konstrukcí
443  – z tašek pálených a cementových
Tvar
N  – výrobky tenkovrstvé tuhé spojované na přesahy
Materiál samotný
f  – prefabrikáty s pojivy
f2  – betonové z hutného kameniva
Individuální kód výrobku
0101  – kód výrobku